# 南曼蘭公爵威廉王子
卡尔·威廉·卢德维格（瑞典語：Carl Wilhelm Ludvig；1884年6月17日—1965年6月5日），是古斯塔夫五世和维多利亚王后的次子。

## 簡介
威廉在圖爾加恩宮出生，1908年5月3日与尼古拉二世的堂妹瑪麗亞·巴甫洛夫娜结婚，婚后两人有一子連納王子。其后两人于1914年离婚。
1920年，威廉访问了中美洲国家危地马拉，并在著作《Between two continents, notes from a journey in Central America, 1920》对危地马拉社会当时的状况进行了分析，并宣称危地马拉名义上是共和国，但该国公民却在事实上被分为三个阶级：克里奥尔人、拉蒂诺人及印第安人。威廉亦指出了高度保有其公共土地的玛雅人及印第安人土地不断遭到夺取，并受到强迫劳动。不久后，危地马拉总统曼努埃尔·何塞·埃斯特拉达·卡夫雷拉即遭到民众起义推翻。

## 紋章
| 1884年至1907年間威廉作為瑞典及挪威王子、南曼蘭公爵的紋章 | 1907年後威廉作為瑞典及挪威王子、南曼蘭公爵的紋章 |